# بلال بن ساحة
بلال بن ساحة هو لاعب كرة قدم جزائري .

## روابط خارجية
- بلال بن ساحة على موقع قاعدة بيانات كرة القدم.إي يو (الإنجليزية)
- بلال بن ساحة على موقع Soccerway.com (الإنجليزية)